# BROS. Xmas
「BROS. Xmas」（ブロス クリスマス）は、福山雅治のファンクラブ“BROS.”限定販売シングル。1997年12月発売。発売元はBMGビクター（現・BMG JAPAN）。

## 解説
- 福山雅治のファンクラブ“BROS.”の発足5周年を記念して作られた、ファンクラブ限定販売シングル。
- 1998年発売のシングル「Peach!!／Heart of Xmas」に新録バージョンが収録されている。

## 収録曲
1. Heart of Xmas （SONGS）
（作詞:BROS. / 作曲:福山雅治 / 編曲:松本晃彦）
ファンクラブの会員からクリスマスソングの詞を募り、福山がその詞に曲をつけて作成された楽曲。
2. Heart of Xmas （ORIGINAL KARAOKE）
オリジナルカラオケ。
3. Heart of Xmas （MUSIC BOX(ORGEL)）
オルゴールのインストゥルメンタル。